# Harris-Kette
Eine Harris-Kette, benannt nach dem Mathematiker Theodore E. Harris, ist eine spezielle Markow-Kette in diskreter Zeit auf einem messbaren Zustandsraum. Harris-Ketten sind unter anderem interessant, da man für diese Ergodensätze formulieren kann.

## Definition
Sei {\displaystyle (S,\Sigma )} ein messbarer Raum. Sei {\displaystyle (X_{n})_{n\in \mathbb {N} _{0}}}  eine Markow-Kette auf dem Zustandsraum {\displaystyle (S,\Sigma )} mit Übergangskern {\displaystyle P}. Dann heißt {\displaystyle (X_{n})_{n\in \mathbb {N} _{0}}} Harris-Kette,  falls es Mengen {\displaystyle A,B\in \Sigma }, ein {\displaystyle \varepsilon >0} und ein Wahrscheinlichkeitsmaß {\displaystyle \rho } auf {\displaystyle (S,\Sigma )} mit {\displaystyle \rho (B)=1} existieren, so dass gilt:
1. Für alle {\displaystyle x_{0}\in S} gilt {\displaystyle {\text{P}}(\tau _{A}<\infty \mid X_{0}=x_{0})>0} und
2. für alle {\displaystyle x\in A} und alle messbaren {\displaystyle C\subseteq B} gilt {\displaystyle P(x,C)\geq \varepsilon \rho (C)\,.}

Dabei bezeichnet {\displaystyle \tau _{A}=\inf\{n\in \mathbb {N} _{0}:X_{n}\in A\}} den ersten Eintrittszeitpunkt der Kette in die Menge {\displaystyle A}.